# فيودور لينن
فيودور فيليكس كونراد لينن (بالألمانية: Feodor Felix Konrad Lynen) ـ (6 أبريل 1911 ـ 6 أغسطس 1979) هو عالم كيمياء حيوية ألماني، حصل على جائزة نوبل في الطب لسنة 1964 مناصفة مع العالم الأمريكي ذي الأصل الألماني كونراد بلوخ.
زلد فيودور لينن في ميونخ في 6 أبريل 1911، وبدأ دراسة الكيمياء في قسم الكيمياء بجامعة ميونخ سنة 1930 وتخرج في مارس 1937 وكانت أطروحته بعنوان «عن المواد السامة في فطر الأمانيتا» تحت إشراف هاينريش فيلاند. وبعد أن عمل محاضرًا بجامعة ميونخ لعدة سنوات رُقي إلى درجة أستاذ بالجامعة سنة 1947. كما عمل مديرًا لمعهد ماكس بلانك للكيمياء الخلوية في ميونخ منذ عام 1954 فصاعدًا، وهو المعهد الذي ألحق سنة 1972 بمعهد ماكس بلانك للكيمياء.
في سنة 1964 تقاسم لينن جائزة نوبل في الطب مع كونراد بلوخ لاكتشافاتهما المتعلقة بآلية وتنظيم عمليات أيض الكولستيرول والأحماض الدهنية.

## تكريمه

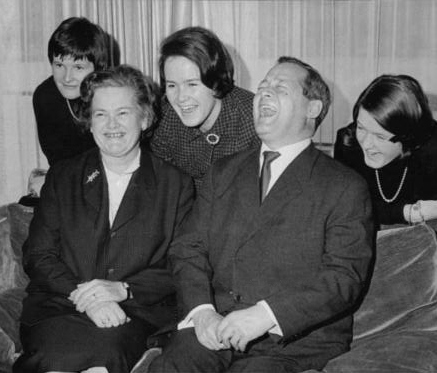
لينين مع عائلته في ستوكهولم عام 1964

انتخب لينن عضوًا أجنبيًا بالجمعية الملكية بلندن، كما قامت مؤسسة ألكسندر فون هومبولت (بالألمانية: Alexander von Humboldt-Stiftung) بتخصيص زمالة سميت باسم لينن تكريمًا لاسمه.

## روابط خارجية
- فيودور لينن على موقع الموسوعة البريطانية (الإنجليزية)
- فيودور لينن على موقع مونزينجر (الألمانية)
- فيودور لينن على موقع إن إن دي بي (الإنجليزية)